# John Kobina Louis
John Kobina Louis (* 24. November 1964 in Accra) ist ein ghanaischer römisch-katholischer Geistlicher und Weihbischof in Accra.

## Leben
John Kobina Louis studierte Philosophie und Katholische Theologie am Priesterseminar Pedu bei Cape Coast. Am 18. Juli 1992 empfing er das Sakrament der Priesterweihe für das Erzbistum Accra.
Neben verschiedenen Aufgaben in der Pfarrseelsorge studierte er Religionswissenschaft und Soziologie am Catholic University College of Ghana. Von 1996 bis 2002 war er Diözesanökonom des Erzbistums Accra. Von 2002 bis 2004 studierte er an der Päpstlichen Universität Urbaniana in Rom und erwarb das Lizenziat in Dogmatik. Ab 2004 war er Seelsorger an der Kathedrale des Erzbistums, deren Administrator er von 2006 bis 2012 war. Von 2007 bis 2011 war er zudem Präsident der Nationalen Diözesanpriestervereinigung. Von 2014 bis 2020 war er Akademischer Dekan und Dozent am Katholischen Institut für Wirtschaft und Technologie, an dem er von 2017 bis 2018 amtierender Präsident war. 2019 wurde er zum Generalvikar des Erzbistums ernannt.
Papst Franziskus ernannte ihn am 14. Februar 2023 zum Titularbischof von Fesseë und zum Weihbischof im Erzbistum Accra. Der Apostolische Nuntius in Ghana, Erzbischof Henryk Mieczysław Jagodziński, spendete ihm und dem mit ihm ernannten Anthony Narh Asare am 19. April desselben Jahres in der Heilig-Geist-Kathedrale von Accra die Bischofsweihe.